# باشگاه فوتبال لوزان-اسپورت
باشگاه فوتبال لوزان-اسپورت (انگلیسی: FC Lausanne-Sport) یک باشگاه فوتبال در شهر لوزان، سوئیس است.
این باشگاه که در سال ۱۸۹۶ تأسیس شده سابقه ۷ قهرمانی در لیگ فوتبال سوئیس و ۹ قهرمانی در جام حذفی سوئیس را در کارنامه دارد.

## افتخارات
- لیگ فوتبال سوئیس
  - قهرمان (۷): ۱۹۱۲–۱۳, ۱۹۳۱–۳۲, ۱۹۳۴–۳۵, ۱۹۳۵–۳۶, ۱۹۴۳–۴۴, ۱۹۵۰–۵۱, ۱۹۶۴–۶۵
  - نایب قهرمان (۸): ۱۹۴۶–۴۷, ۱۹۵۴–۵۵, ۱۹۶۱–۶۲, ۱۹۶۲–۶۳, ۱۹۶۸–۶۹, ۱۹۶۹–۷۰, ۱۹۸۹–۹۰, ۱۹۹۹–۲۰۰۰
- جام حذفی فوتبال سوئیس
  - قهرمان (۹): ۱۹۳۵, ۱۹۳۹, ۱۹۴۴, ۱۹۵۰, ۱۹۶۲, ۱۹۶۴, ۱۹۸۱, ۱۹۹۸, ۱۹۹۹
  - نایب قهرمان (۸): ۱۹۳۷, ۱۹۴۶, ۱۹۴۷, ۱۹۵۷, ۱۹۶۷, ۱۹۸۴, ۲۰۰۰, ۲۰۱۰